# Салиште (Клуж)
Салиште (рум. Săliște) насеље је у Румунији у округу Клуж у општини Чурила. Oпштина се налази на надморској висини од 648 m.

## Становништво
Према подацима из 2002. године у насељу је живело 118 становника, од којих су сви румунске националности.